# المحامرة (عبس)

تعديل مصدري - تعديل

المحامرة هي إحدى قرى عزلة الوسط بمديرية عبس التابعة لمحافظة حجة، بلغ تعداد سكانها 362 نسمة حسب تعداد اليمن لعام 2004.